# Aydon Castle
Aydon Castle, tidligere også omtalt som Aydon Hall, er en befæstet herregård ved Aydon nær byen Corbridge, Northumberland, England. Den oprindelige bygning blev bygget i 1296, men i 1305 fik man tilladelse til krenelering, hvorefter den blev ombygget.
Det er et Scheduled Ancient Monument, og English Heritage har klassificeret det som en listed building af første grad.